# جاده شهرک قدیمی
«جاده شهرک قدیمی» یا اولد تاون رود (انگلیسی: Old Town Road) آهنگی از لیل ناز اکس است که در ۳ دسامبر ۲۰۱۸ منتشر شد. این آهنگ یک بار با همراهی بیلی ری سایرس و بار دیگر با همراهی سایرس و دیپلو به‌طور رسمی ریمیکس شد. آهنگ اولیه به شکل مستقل توسط لیل ناز اکس منتشر شد و پس از کسب محبوبیت در شبکه اجتماعی تیک‌تاک، منجر به امضای قرارداد او با کلمبیا رکوردز گردید. بخش قابل توجهی از آهنگ «جاده شهرک قدیمی»، با توجه به آهنگی بی‌کلام از ناین اینچ نیلز بازسازی شده‌است. ریمیکس اول این آهنگ در ۵ آوریل ۲۰۱۹ منتشر شد. این ریمیکس در رتبه یک «۱۰۰ آهنگ داغ بیلبورد» قرار گرفت.